# Felix Otto Dessoff
Répertoire
- Symphonieno 1 de Johannes Brahms (1876)

Felix Otto Dessoff né le 14 janvier 1835 à Leipzig et décédé le 28 octobre 1892 à Francfort est un chef d'orchestre et compositeur allemand.

## Biographie
Dessoff est né à Leipzig et entre au conservatoire de cette ville, où il étudie le piano avec Ignaz Moscheles et la composition avec Moritz Hauptmann et Julius Rietz. C'est comme chef d'orchestre qu'il a surtout établi sa renommée. Il a trouvé son premier poste à Chemnitz. Puis il est devenu chef d'orchestre successivement à Altenbourg, Düsseldorf, Cassel, Aix-la-Chapelle et Magdebourg et à peine cinq ans plus tard, on lui offre d'être le chef permanent de l'Opéra de Vienne ; il dirige, également, l'orchestre philharmonique de Vienne et enseigne au Conservatoire de Vienne. Entre 1875 et 1881, il occupe des postes analogues à Karlsruhe.
Il se lie d'amitié avec Johannes Brahms et plus tard il a présenté en avant-première plusieurs œuvres pour orchestre de ce compositeur, y compris la Symphonie no 1 en 1876. Bien qu'il ait composé quelques œuvres dans les années 1860 et au début des années 1850, il renonce à la composition pour se consacrer à sa carrière de chef d'orchestre. En 1881, on le nomme directeur de l'Opéra de Francfort.
Son amitié avec Brahms est confirmée dans un échange de lettres entre les deux hommes en 1878 lorsqu'il voulut dédicacer, ce qui est probablement son œuvre la plus connue, son Quatuor à cordes en fa, opus. 7. Bien qu'il ait obtenu un vif succès à la première, il n'est toujours pas sûr qu'il soit utile de publier l'œuvre et d'envoyer la partition à Brahms pour lui demander son avis sincère et pour la lui dédier. Brahms lui répond en faisant l'éloge de son travail et lui dit : « vous me feriez un grand honneur en écrivant mon nom, en cas de besoin, sur le titre du quatuor mais si le public ne le trouvait pas à son goût, nous en accepterons les conséquences ». Avec une grande satisfaction, Dessoff répond de façon libre et goguenarde à  Brahms : « 'vous serez soulagé de voir sur la page de titre du quatuor votre nom préservé pour la postérité. Quand les gens auront oublié votre Requiem allemand, les gens diront alors: Brahms ? Oh oui, il est celui à qui l'opus Dessoff. 7 est dédié! ». Pour la première fois avec Brahms-Briefwechsel-Verzeichnis (BBV), l'Institut Brahms de Lübeck propose  la mise à disposition de toute la correspondance de Brahms.
Dessoff a également composé de la musique de chambre : un quintette à cordes pour 2 violons, alto et 2 violoncelles, opus. 10, quatuor avec piano ainsi que plusieurs Lieder (chansons) et un livre choral.
Sa fille, Margarete Dessoff, a fondé les Chœurs Dessoff (en) quand elle s'est installée à New York.